# Grabbrunnen

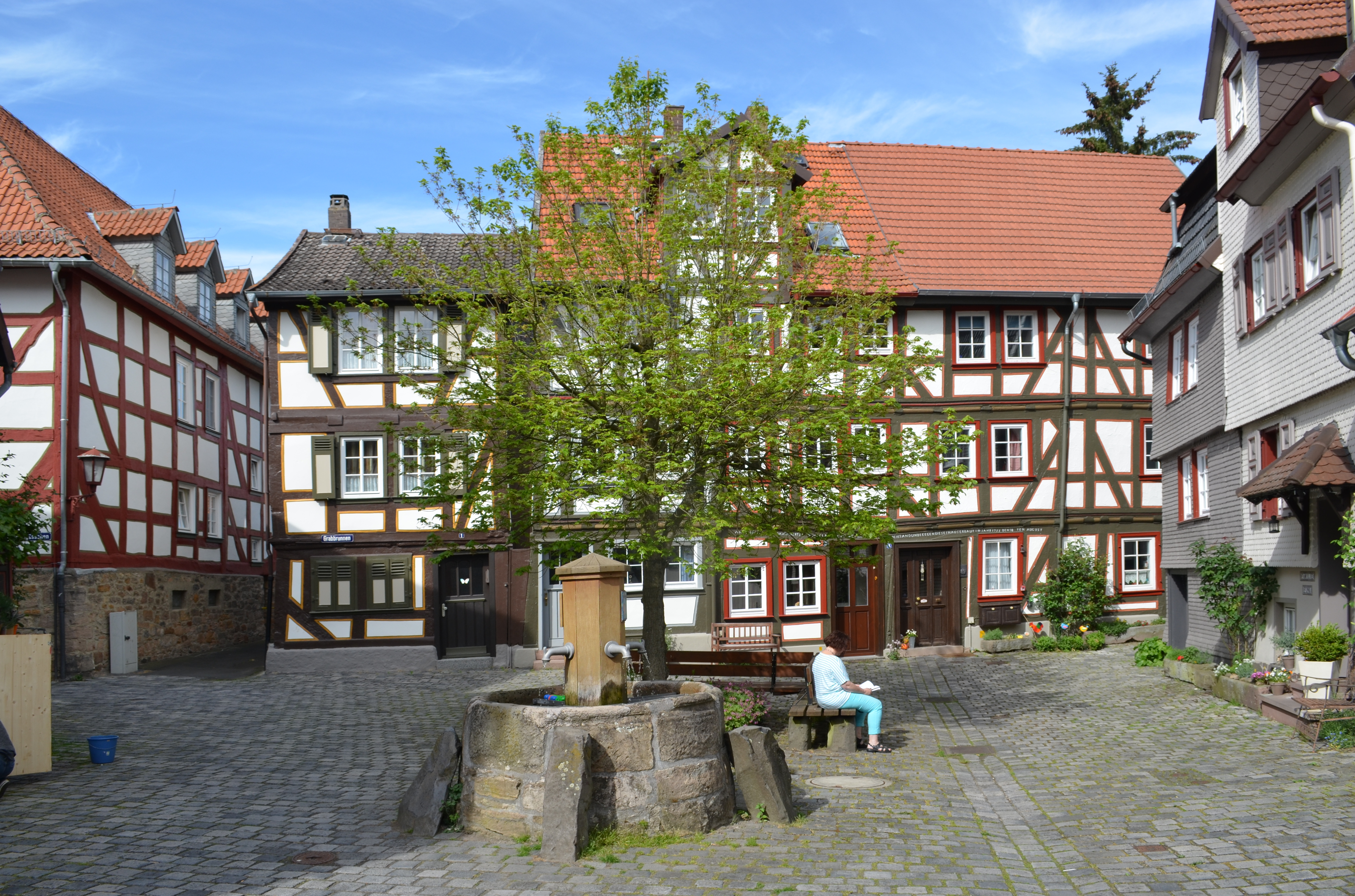
Der Grabbrunnen von Süden aus gesehen

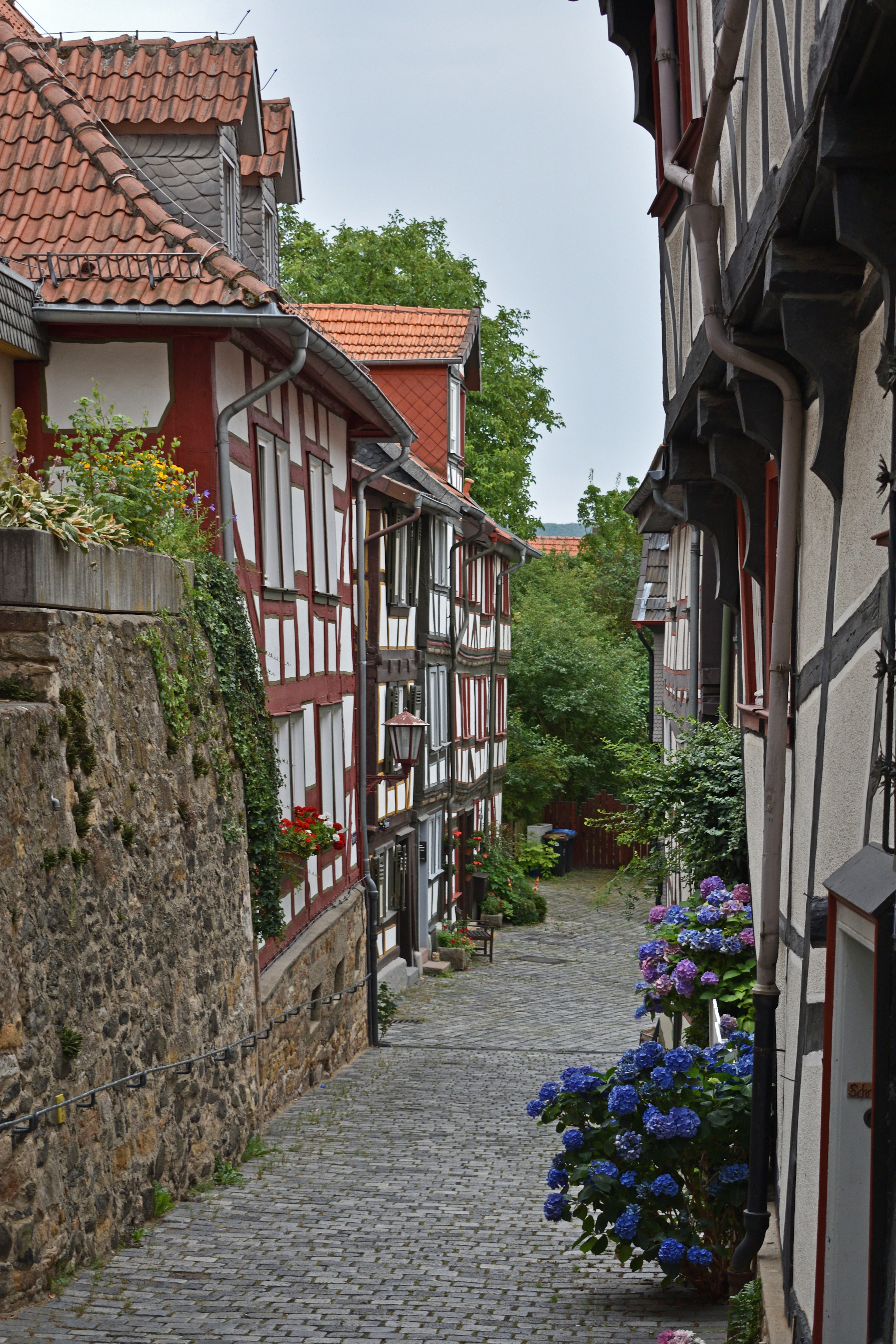
Das Burggässchen führt von Westen aus zum Platz

Der Grabbrunnen ist ein Platz benannt nach dem gleichnamigen Brunnen in der Alsfelder Altstadt.
Der Sage nach wurden aus ihm neugeborene Kinder geholt. Bis 1895 befand sich zwischen Untergasse und Grabbrunnen die Pfeifenfabrik Ludwig Raab. Der idyllische Platz ist seit den 1970er Jahren nur noch für Fußgänger zugänglich.